# Ronald Deibert

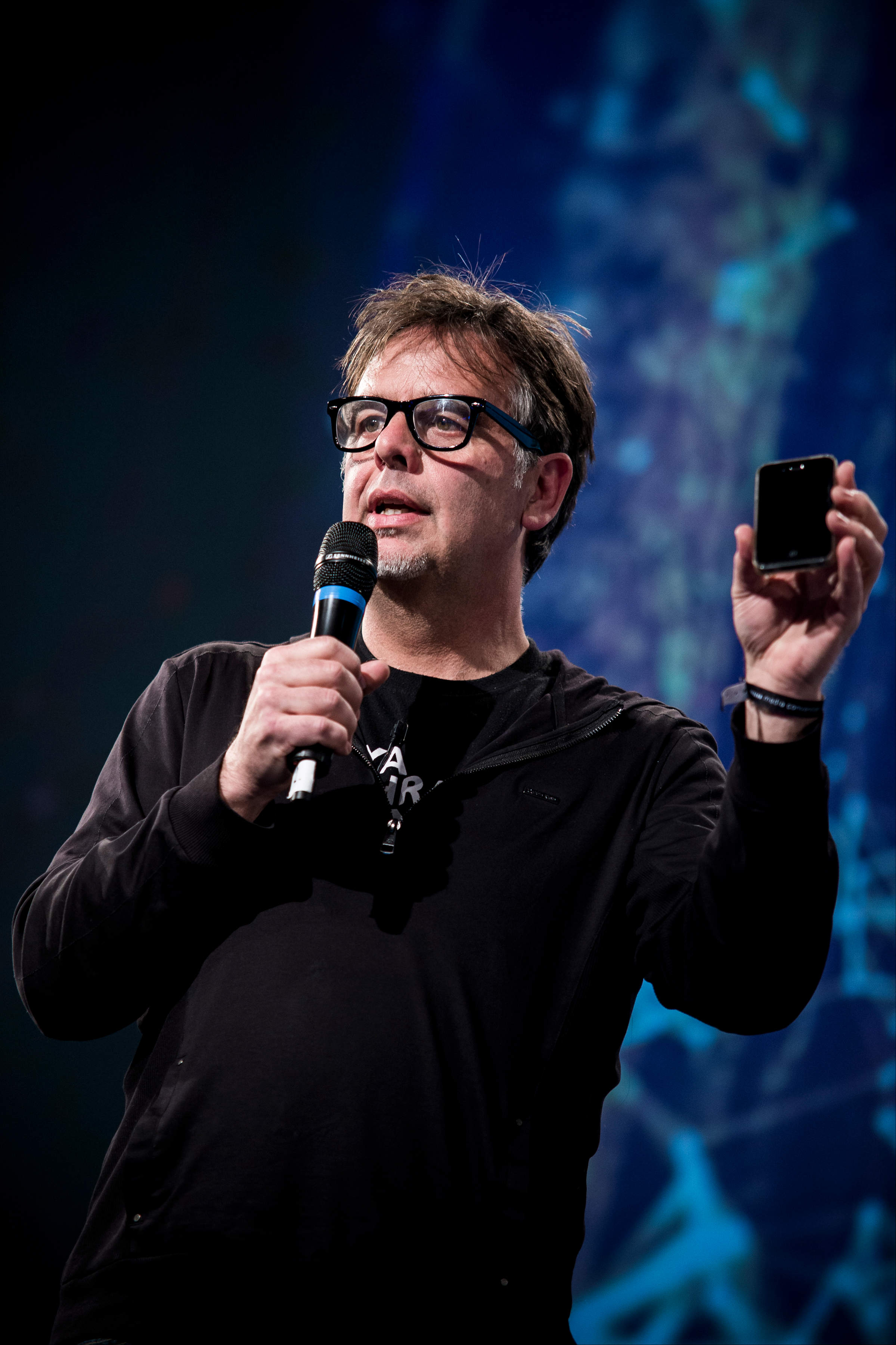
Ron Deibert, 2014

Ronald  J. Deibert, auch Ron Deibert (* 1964) ist ein kanadischer Politikwissenschaftler. Er lehrt an der Universität Toronto und ist Leiter des Citizen Lab an der 
Munk School of Global Affairs and Public Policy der Universität.
Er ist Mitbegründer der OpenNet Initiative und des Information Warfare Monitor und war einer der Begründer des Psiphon-Projekts.

## Leben
Nach seinem Masterabschluss an der Queen’s University studierte er an der University of Columbia und schloss sein Studium 1995 mit dem Grad eines Ph.D. ab.
2001 gründete er Citizen Lab.
Er war Mitbegründer und von 2003 bis 2014 Hauptermittler von OpenNet Initiative und 2003 bis 2012 Mitarbeiter des Information Warfare Monitor, ein kanadisches Forschungsprojekt über Cyberspace und Cybersicherheit.
Er war einer der Autoren des Tracking Ghostnet Report, in dem 1295 infizierte Computer in 103 Ländern nachgewiesen wurden, 30 % davon waren Hochsicherheitsziele, wie Außenministerien, Botschaften, internationale Organisationen, Nachrichtenmedien und NGOs.
Deibert wurde mit einer Reihe von Wissenschaftspreisen ausgezeichnet. Er ist Träger des Order of Ontario, erhielt die Queen Elizabeth II Diamond Jubilee  Medaille und ist Ehrendoktor der University of Guelph (2019). 2020 wurde er als Redner der Massey-Vorträge eingeladen, eine sechsteilige Vortragsreihe der Universität Toronto. Ausgehend von der Tatsache, dass viele Menschen während der globalen Pandemie immer mehr Zeit vor dem Computer verbringen argumentiert er, das Internet, insbesondere die sozialen Medien, hätten einen wachsenden, toxisch wirkenden Einfluss auf jeden Bereich unseres Leben, auf Wirtschaft, Politik, die Umwelt und Menschlichkeit (humanity). Er zeigt die Folgen einer unregulierten Überwachungsindustrie, übermächtige Polizeipraktiken (policing practices), sogenannte Dark-Media-Agenturen, und hochprofitable Hackerdienste, die sich unserer nur wenig gesicherten persönlichen Daten bedienten.
Die Vorträge wurden unter 2020 den Titel „Reset“ veröffentlicht.
Deibert war Berater von Access Now, Privacy International, Amnesty International und Human Rights Watch. Er ist Mitglied im Beratergremium von PEN Canada und Design4Democracy Coalitio (D4D) und im Lenkungsausschuss des World Movement for Democracy.

## Publikationen (Auswahl)
- Parchment, Printing, and Hypermedia. New York: Columbia Univ. Press 1997. ISBN 978-0-231-10712-9
- Mit John Palfrey, Rafal Rohozinski, Jonathan Zittrain (Hrsg.): Access Denied: The Practice and Policy of Global Internet Filtering. Cambridge. Mass.: MIT Press, 2008.
- Mit John Palfrey, Rafal Rohozinski, Jonathan Zittrain (Hrsg.): Access Controlled: The Shaping of Power, Rights, and Rule in Cyberspace. Cambridge, Mass.: MIT Press, 2010.
- Black Code: Surveillance, Privacy, and the Dark Side of the Internet. Toronto: McClelland & Stewart, 2013.
- Reset. Reclaiming the Internet for Civil Society. Toronto: House of Anansi 2020. ISBN 978-1-912836-77-2

Ronald Deibert ist der Herausgeber der Publikationsreihe Citizen Lab Research Report. University of Toronto.